# IC 3

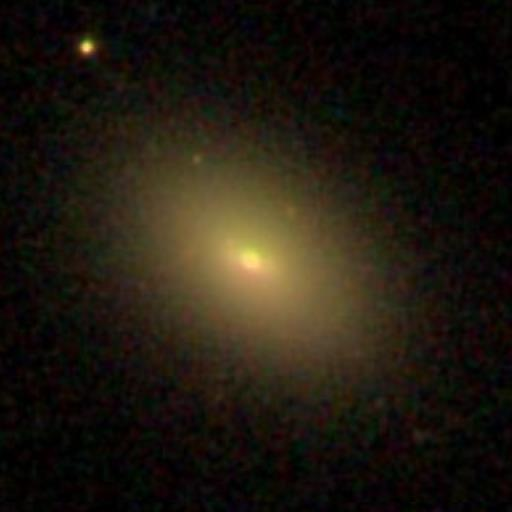
SDSS bild av IC 3.

IC 3 är en kompakt elliptisk galax i den södra delen av stjärnbilden Fiskarna. Den har en kombinerad skenbar magnitud av ca 14,7 och kräver ett stort teleskop för att kunna observeras. Den beräknas befinna sig på ett avstånd av ca 229 miljoner ljusår från solen. Galaxen upptäcktes av astronomen Stéphane Javelle den 27 augusti 1892.